# Цзян Ин (волейболистка)
Цзян Ин (кит. 姜英, англ. Jiang Ying; р. 19 июля 1963, Жунчэн, провинция Шаньдун, Китай) — китайская волейболистка, нападающая. Чемпионка летних Олимпийских игр 1984 года, двукратная чемпионка мира.

## Биография
Волейболом Цзин Ин начала заниматься в Шэньяне. С 1977 играла за команду «Ляонин» в чемпионатах Китая. С 1982 года выступала за национальную сборную Китая, в составе которой становилась чемпионкой (1984) и бронзовым призёром (1988) Олимпийских игр, двукратной чемпионкой мира, обладателем Кубка мира, а также неоднократным победителем азиатских континентальных соревнований. В 1985 принимала участие в двух «Гала-матчах» ФИВБ, в которых сборной Китая противостояла сборная «Звёзды мира». В 1989 участвовала в аналогичных матчах, но уже в составе команды «Всех звёзд», противостоящей сборной СССР.
В 1989 Цзян Ин завершила игровую карьеру и переехала в Австралию. В 2005—2007 работала главным тренером австралийской волейбольной сборной. В настоящее время — член исполкома Федерации волейбола Австралии.

## Достижения

### Со сборной Китая
- Олимпийская чемпионка 1984;
  - бронзовый призёр Олимпийских игр 1988.
- двукратная чемпионка мира — 1982, 1986.
- победитель розыгрыша Кубка мира 1985.
- двукратная чемпионка Азиатских игр — 1982, 1986.
- чемпионка Азии 1987;
  - серебряный призёр чемпионата Азии 1983.